# Потуральски, Эндрю
Эндрю Потуральски (род. 14 января 1994) — американский хоккеист, нападающий омского «Авангарда».

## Биография
В детстве Эндрю Потуральски хотел быть вратарем, но его родители убедили стать нападающим из-за дорогой вратарской экипировки. В Нью-Йорке Эндрю играл в любительский мини-хоккей в команде «Уитфилд Блейдс». В 2011 году начал молодежную карьеру в составе клуба OJHL «Баффало Джуниор Сейбрз», набрал 38 (16+22) результативных баллов. После был отдан в аренду в клуб «Сидар-Рапидс Рафрайдерс», продолжил выступление в Хоккейной лиге США.
Набрав 3 очка в двух матчах за клуб, получил травму лодыжки. После сломал малоберцовую кость и выбыл до конца сезона. После восстановления продолжил выступать в USHL. В сезоне 2012/2013 был назван лучшим нападающим недели. Участник матча звезд USHL 2014 года.
В марте 2016 года подписал контракт новичка с клубом НХЛ «Каролина Харрикейнз». Почти сразу был отправлен в фарм-клуб «Каролины» — «Шарлотт Чекерс». В апреле 2017 года дебютировал в НХЛ, отыграв там 2 матча, после чего вернулся в расположение фарм-клуба «Кейнс».
Провел выдающийся сезон 2018/2019 в АХЛ, набрав 70 (23+47) очков в 72 матчах регулярного чемпионата, в плей-офф получил 23 (12+11) очков, что привело «Шарлотт Чекерс» к главному трофею АХЛ — Кубку Колдера.
Провел один сезон в команде «Сан-Диего Галлз». В августе 2021 года вернулся в «Каролину». В июле 2022 подписал контракт на 2 года с «Сиэтл Кракен», был отправлен в их фарм-клуб. С Потуральски «Коачелла Вэлли Файрбёрдс» выходила в финал Кубка Колдера два раза подряд.
Будучи свободным агентом, в июле 2024 года Эндрю подписал двусторонний двухлетний контракт с «Сан-Хосе Шаркс». В основном играл в фарм-клубе «Сан-Хосе Барракуда, но также сыграл 3 матча за «Шаркс», заработав один результативный балл. Потуральски провел лучший сезон в карьере, набрав рекордные 73 (30+43) очка. Также стал обладателем премии Леса Каннингема как самый ценный игрок регулярного чемпионата сезона 2024/2025.
27 июля 2025 года Эндрю Потуральски подписал однолетний контракт с клубом КХЛ «Авангард».